# Орловський район (Ростовська область)
Орло́вський райо́н (рос. Орловский район) — район у східній частині Ростовської області Російської Федерації. Адміністративний центр — селище Орловський.

## Географія
Район розташований у південно-східній частині області. На півночі межує із Зимовніківським районом, на сході — із Ремонтненським, на північному заході — із Мартиновським, на заході — із Пролетарським районом, на південному сході — із Калмикією.

## Історія
Орловський район був утворений 1924 року. 1926 року він був ліквідований, а відновлений 1935 року. Знову він був ліквідований у період 1963–1965 років.

## Населення
Населення району становить 39932 особи (2013; 40894 в 2010).

## Адміністративний поділ
Район адміністративно поділяється на 11 сільських поселень, які об'єднують 61 сільський населений пункт:
| Поселення                             | Площа, км² | Населення, осіб (2010) | Центр            | Населені пункти |
| ------------------------------------- | ---------- | ---------------------- | ---------------- | --------------- |
| Волочаєвське сільське поселення       | -          | 1496                   | Волочаєвський    | 6               |
| Донське сільське поселення            | -          | 1690                   | Гундоровський    | 5               |
| Кам'яно-Балківське сільське поселення | -          | 2307                   | Кам'яна Балка    | 10              |
| Камишевське сільське поселення        | -          | 1682                   | Камишевка        | 5               |
| Красноармійське сільське поселення    | -          | 5622                   | Красноармійський | 11              |
| Курганенське сільське поселення       | -          | 1278                   | Курганний        | 4               |
| Луганське сільське поселення          | -          | 2374                   | Бистрянський     | 5               |
| Майорське сільське поселення          | -          | 1144                   | Майорський       | 4               |
| Орловське сільське поселення          | -          | 20002                  | Орловський       | 1               |
| Острів'янське сільське поселення      | -          | 1238                   | Острів'янський   | 4               |
| Пролетарське сільське поселення       | -          | 1465                   | Пролетарський    | 4               |

### Найбільші населені пункти
| №  | Населений пункт  | Населення, осіб (2010) |
| -- | ---------------- | ---------------------- |
| 1  | Орловський       | 20 002                 |
| 2  | Красноармійський | 3 696                  |
| 3  | Камишевка        | 1 374                  |
| 4  | Кам'яна Балка    | 1 300                  |
| 5  | Острів'янський   | 995                    |
| 6  | Бистрянський     | 945                    |
| 7  | Луганський       | 859                    |
| 8  | Волочаєвський    | 832                    |
| 9  | Курганний        | 805                    |
| 10 | Пролетарський    | 729                    |

## Економіка
Район в основному сільськогосподарський, тут розвинене вирощування зернових, м'ясне тваринництво та вівчарство. Серед галузей промисловості розвитку набули харчова, машинобудівна та цегляна.